# 235852 Theogeuens
235852 Theogeuens este o planetă minoră (asteroid), cu un diametru de 2,569 km, din centura de asteroizi. A fost descoperită pe 14 ianuarie 2005 la Observatorul Regal al Belgiei⁠(d) de . 
Obiectul prezintă o orbită caracterizată de o semiaxă mare de 2,7725223507734 UAi, o excentricitate de 0,059872125742981, o înclinație de 4,9488358442099 ° în raport cu ecliptica.